# Les Suites d'un premier lit

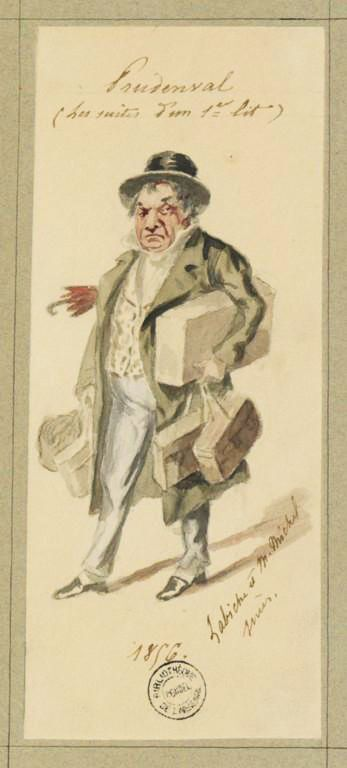
M.Prudenval vu par Lhéritier, 1956

Les Suites d'un premier lit est une comédie en un acte mêlée de chant d'Eugène Labiche et Marc-Michel, créée au Théâtre du Vaudeville à Paris, le 8 mai 1852.

## Argument
Trébuchard est un étudiant de 29 ans qui a mené une vie dissipée. Pour pouvoir payer ses nombreuses dettes, il a dû épouser sa logeuse, la veuve Arthur, une femme aisée avec un certain charme, mais plus très jeune. Quand la pièce commence, la veuve est morte, lui laissant un petit héritage. Mais elle lui a laissé aussi la charge de sa fille Blanche, née d'un premier lit, assez peu gracieuse, et qui a 48 ans. Or Trébuchard est amoureux de la jeune Claire Prudenval qu'il aimerait bien épouser, mais qui est dotée d'un père hypocondriaque, peu accommodant. Trébuchard imagine alors de faire épouser Blanche par M. Prudenval, qui deviendrait ainsi son beau-fils !

## Quelques répliques
« Non, la bière ça m'empâte... Je me suis mis au rhum. »

— Scène IX

« Tiens-toi droite... et mets-toi de profil... Tu gagnes cinquante pour cent à être vue de moitié. »

— Scène XI

## Distribution
| Acteurs et actrices ayant créé les rôles |                   |
| Personnage                               | Acteur ou actrice |
| Trébuchard, 29 ans                       | M. Félix          |
| Prudenval, propriétaire à Reims          | M. Delannoy       |
| Piquoiseau, capitaine d'infanterie       | Gil-Pérès         |
| Blanche, fille de Trébuchard, 48 ans     | Mme Astruc        |
| Claire, fille de Prudenval, 18 ans       | Mme Clary         |
| Ragufine, bonne chez Trébuchard          | Estelle Pluck     |

## Adaptation cinématographique
- 1934 : Les Suites d'un premier lit de Félix Gandéra